# Raddia angustifolia
Raddia angustifolia là một loài thực vật có hoa trong họ Hòa thảo. Loài này được Soderstr. & Zuloaga miêu tả khoa học đầu tiên năm 1985.